# Giovanni Battista Re
Giovanni Battista Re (Borno, 30 de janeiro de 1934) é um cardeal italiano da Igreja Católica, prefeito emérito da Congregação para os Bispos e atual Decano do Colégio dos Cardeais.
Presidiu ao Conclave de 2013 que elegeu o Papa Francisco. Foi eleito pelos Cardeais-Bispos como Decano do Colégio dos Cardeais em 18 de janeiro de 2020, sendo confirmado pelo Papa Francisco em 24 de janeiro.

## Biografia
Ingressou aos onze anos no Seminário de Bréscia, em 1945, no término da II Guerra Mundial; estudou na Pontifícia Universidade Gregoriana, (doutorado em direito canônico) e na Pontifícia Academia Eclesiástica (diplomacia), ambas em Roma.
Foi ordenado padre em 3 de março de 1957, em Brescia. Continuou seus estudos em Roma, de 1957 a 1960. Em Brescia, 1960 e 1961, membro da faculdade do seminário e ministério pastoral. Continuou seus estudos em Roma, de 1962 a 1963. Entrou no serviço diplomático vaticano em 1 de julho de 1963.
Foi secretário da nunciatura no Panamá, de 1963 a 1967. Camareiro secreto supernumerário, em 7 de janeiro de 1964 (o título foi mudado para capelão de Sua Santidade quando a Cúria Romana foi reformada em 1967). Secretário da nunciatura no Irã, de 1967 a 1971. Chamado ao Vaticano e promovido a auditor de segunda classe; trabalhou na Secretaria de Estado do Vaticano e foi secretário de Dom Giovanni Benelli, arcebispo-titular de Tusuro, substituto da Secretaria de Estado, de 1971 a 1977. Auditor de primeira classe, em 1974. Conselheiro de nunciatura, em 1976. Assessor da Secretaria de Estado, em 1 de dezembro de 1979.

## Episcopado
Eleito arcebispo-titular de Vescovio e nomeado secretário da Congregação para os Bispos, em 9 de outubro de 1987, foi consagrado em 7 de novembro de 1987 na Basílica de São Pedro pelo Papa João Paulo II, coadjuvado por Eduardo Martínez Somalo, oficial da Secretaria de Estado e por Bruno Foresti, arcebispo-bispo de Brescia. Assumiu a função de substituto da Secretaria de Estado, seção de Assuntos Gerais, em 12 de dezembro de 1989. Foi nomeado prefeito da Congregação para os Bispos e presidente da Pontifícia Comissão para a América Latina, em 16 de setembro de 2000.

## Cardinalato
Foi criado cardeal-presbítero no Consistório de 21 de fevereiro de 2001 com o título da Igreja dos Santos Doze Apóstolos, sendo em 1 de outubro de 2002 elevado ao grau de cardeal-bispo com o título da Igreja suburbicária de Sabina-Poggio Mirteto.
Foi presidente delegado da décima Assembleia Geral Ordinária do Sínodo dos Bispos, em outubro de 2001. Foi nomeado pelo Papa Bento XVI, como presidente da Quinta Conferência do Episcopado Latino-Americano, ocorrido em maio de 2007, na cidade de Aparecida.
No dia 30 de junho de 2010 teve sua renúncia aceita pelo Papa Bento XVI aos cargos de prefeito da Congregação para os Bispos e de Presidente da Pontifícia Comissão para a América Latina, renúncia feita por ter alcançado o limite de idade previsto.
Nomeado pelo papa Bento XVI para ser seu representante na Dedicação Solene da Catedral de Santa Maria Mãe de Deus em Castanhal, Pará, Brasil. Juntamente com a presença de vários Bispos do Regional Norte II, incluindo o Sr. Núncio Apostólico no Brasil Dom Lorenzo Baldisseri e o Bispo Diocesano Dom Carlos Verzeletti. Padres, Diáconos, Religiosos e todo o povo de Deus da Diocese também se fizeram presente. A celebração ocorreu no dia 27 de fevereiro de 2011.
Presidiu ao Conclave de 2013 que elegeu o Papa Francisco. Foi eleito pelos Cardeais-Bispos como Vice-Decano do Colégio de Cardeais, tendo o Papa aprovado a eleição a 10 de junho de 2017.
Devido a renuncia por idade avançada do Cardeal Angelo Sodano, foi eleito pelos Cardeais-Bispos como Decano do Colégio de Cardeais, tendo o Papa aprovado a eleição a 18 de janeiro de 2020, tornando-se titular de Óstia, título reservado ao cardeal Decano.
Como Decano do Colégio Cardinalício, Re presidiu em 5 de janeiro de 2023 o funeral de Bento XVI, juntamente com o Papa Francisco. Foi o primeiro funeral de um papa emérito desde a morte de Gregório XII, que renunciou em 1415 e veio a falecer dois anos depois.

### Conclaves
- Conclave de 2005 - participou do conclave para a eleição do Papa Bento XVI
- Conclave de 2013 - participou como presidente do conclave para a eleição do Papa Francisco.